# Ансіп Генріх Янович
Генріх Янович Ансіп (9 вересня 1909, станція Каарепере Юріївського повіту Ліфляндської губернії, тепер волості Паламузе повіту Йигевамаа, Естонія — 21 листопада 1941, тепер Естонія) — радянський естонський діяч, робітник Талліннських Головних залізничних майстерень, заступник начальника політвідділу Талліннського залізничного вузла. Депутат Верховної Ради СРСР 1-го скликання (1941).

## Життєпис
Народився в родині залізничника станції Каарепере Юріївського (Тартуського) повіту. Батько брав участь у революційному русі, зазнавав переслідувань і змушений був із родиною перебратися на село.
З тринадцятирічного віку Генріх Ансіп працював пастухом. Закінчив шестикласну початкову школу. Потім був наймитом, працював на лісових роботах та на будівництві доріг.
З 1927 по 1930 рік навчався в Тартуській вчительській семінарії, навчання не закінчив.
У 1930—1932 роках — в естонській національній армії: служив рядовим в автотанковому дивізіоні.
З 1932 по 1934 рік працював чорноробом, робітником на електричній станції Таллінна. Навчався на курсах електромонтерів.
З 1934 року був безробітним, працював на тимчасових роботах в гавані Таллінна.
З 1937 року — опалювач вагонів, електротехнік, робітник-нікелювальник Головних залізничних майстерень міста Таллінна.
Член ВКП(б) з 1940 року.
З 7 серпня 1940 по 1941 рік — секретар первинної партійної організації Головних залізничних майстерень міста Таллінна, заступник начальника політичного відділу Талліннського залізничного вузла. 
Під час німецько-радянської війни у липні 1941 року призначений комісаром Талліннського залізничного винищувального батальйону. Був заарештований німецькою владою. Повішаний 21 листопада 1941 року.